# American Dad! (sæson 5)
Den femte sæson af tegnefilmserien American Dad! blev sendt første gang fra 28. september 2008 til 17. maj 2009. Sæsonen består af tyve episoder og blev sendt på den amerikanske tv-station FOX.
Episoden 1600 Candles blev nomineret til en Emmy Award.

## Afsnit
| #  | Total | Titel                       | Instruktør             | Forfatter                       | Første sendedag    | Produktions kode |
| -- | ----- | --------------------------- | ---------------------- | ------------------------------- | ------------------ | ---------------- |
| 1  | 59    | "1600 Candles"              | Caleb Meurer Rick      | Wiener & Kenny Schwartz         | 28. september 2008 | 3AJN20           |
| 2  | 60    | "The One That Got Away"     | Tim Parsons            | Chris McKenna & Matt McKenna    | 5. oktober 2008    | 3AJN16           |
| 3  | 61    | "One Little Word"           | Rodney Clouden         | David Zuckerman                 | 19. oktober 2008   | 3AJN18           |
| 4  | 62    | "Choosy Wives Choose Smith" | Joe Daniello           | Matt Fusfeld & Alex Cuthbertson | 2. november 2008   | 3AJN15           |
| 5  | 63    | "Escape from Pearl Bailey"  | Bob Bowen              | Dan Vebber                      | 9. november 2008   | 3AJN19           |
| 6  | 64    | "Pulling Double Booty"      | John Aoshima           | Brian Boyle                     | 16. november 2008  | 3AJN21           |
| 7  | 65    | "Phantom of the Telethon"   | Brent Woods            | Mike Barker & Matt Weitzman     | 30. november 2008  | 3AJN22           |
| 8  | 66    | "Chimdale"                  | Pam Cooke & Jansen Yee | Keith Heisler                   | 25. januar 2009    | 4AJN01           |
| 9  | 67    | "Stan Time"                 | Joe Daniello           | Jonathan Fener                  | 8. februar 2009    | 4AJN02           |
| 10 | 68    | "Family Affair"             | Tim Parsons            | Erik Durbin                     | 15. februar 2009   | 4AJN03           |
| 11 | 69    | "Live and Let Fry"          | Albert Calleros        | Laura McCreary                  | 1. marts 2009      | 4AJN04           |
| 12 | 70    | "Roy Rogers McFreely"       | Bob Bowen              | Brian Boyle                     | 8. marts 2009      | 4AJN05           |
| 13 | 71    | "Jack's Back"               | Rodney Clouden         | David Zuckerman                 | 15. marts 2009     | 4AJN07           |
| 14 | 72    | "Bar Mitzvah Hustle"        | Brent Woods            | Chris McKenna & Matt McKenna    | 22. marts 2009     | 4AJN06           |
| 15 | 73    | "Wife Insurance"            | John Aoshima           | Erik Sommers                    | 29. marts 2009     | 4AJN08           |
| 16 | 74    | "Delorean Story-an"         | Joe Daniello           | Matt Fusfeld & Alex Cuthbertson | 19. april 2009     | 4AJN09           |
| 17 | 75    | "Every Which Way But Lose"  | Pam Cooke & Jansen Yee | Steve Hely                      | 26. april 2009     | 4AJN10           |
| 18 | 76    | "Weiner of Our Discontent"  | Tim Parsons            | Laura McCreary                  | 3. maj 2009        | 4AJN11           |
| 19 | 77    | "Daddy Queerest"            | Albert Calleros        | Nahnatchka Khan                 | 10. maj 2009       | 4AJN12           |
| 20 | 78    | "Stan's Night Out"          | Bob Bowen              | Jim Bernstein                   | 17. maj 2009       | 4AJN13           |